# Saint-Magne-de-Castillon
Saint-Magne-de-Castillon – miejscowość i gmina we Francji, w regionie Nowa Akwitania, w departamencie Żyronda.
Według danych na rok 1990 gminę zamieszkiwało 1640 osób, a gęstość zaludnienia wynosiła 118 osób/km² (wśród 2290 gmin Akwitanii Saint-Magne-de-Castillon plasuje się na 255. miejscu pod względem liczby ludności, natomiast pod względem powierzchni na miejscu 823.).